# Taro Tsujimoto
Taro Tsujimoto è un hockeista su ghiaccio giapponese immaginario, il cui nome fu selezionato dai Buffalo Sabres, franchigia della National Hockey League, in 183ª posizione assoluta nel corso dell'undicesimo giro all'NHL Amateur Draft 1974.

## Storia

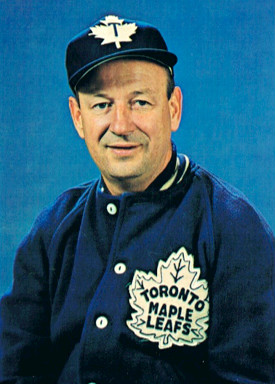
Punch Imlach

L'allora general manager dei Sabres, Punch Imlach, era scontento della lenta procedura di selezione del draft via telefono, strategia attuata per cercare di mantenere segrete le scelte nei confronti dei rivali della World Hockey Association. Imlach decise di sfruttare a proprio vantaggio la segretezza delle operazioni per potersi fare beffe del processo stesso e del presidente della NHL in carica da 28 anni, Clarence Campbell. Imlach incaricò il capo delle relazioni pubbliche di trovare un nome di origine asiatica, e una volta giunti all'undicesimo turno del draft decise di selezionare il centro Taro Tsujimoto proveniente dai Tokyo Katanas, squadra del campionato giapponese.
Il nome della squadra, anch'esso fittizio, si basò sulla similitudine di significato della parola giapponese "katana" con la sciabola, simbolo della squadra dei Buffalo Sabres e citata nel nome della compagine statunitense; in inglese, infatti, "sabre", significa sciabola. La lega giapponese, operativa da alcuni anni, all'epoca non aveva alcuna squadra a Tokyo, città che fu sede di una squadra di hockey solo nel 1984, anno in cui i Seibu Prince Rabbits si trasferirono nella capitale giapponese. La NHL ufficializzò la scelta fatta e la notizia fu rilanciata in seguito anche dalle pubblicazioni specialistiche come The Hockey News.
La scelta di Tsujimoto giunse in un periodo in cui la NHL stava iniziando ad espandere il proprio bacino al di fuori dei confini del Canada e degli Stati Uniti; in quegli stessi anni, infatti, iniziavano ad essere selezionati anche alcuni giocatori provenienti dalla Scandinavia. Nonostante l'impossibilità di ingaggiare atleti dell'Unione Sovietica, la principale potenza mondiale, non era considerato impossibile per gli scout delle squadre NHL reclutare nuovi talenti in paesi dove la disciplina era meno sviluppata, una delle ragioni per cui non vi furono obiezioni circa la legittimità della scelta di Imlach.
Imlach non informò nessuno della bufala fino all'inizio del training camp dell'estate del 1974. La NHL allora modificò la chiamata di Tsujimoto tramutandola in una "scelta non valida" ("invalid claim") per aggiornare i registri e gli archivi della lega. Nonostante l'irritazione del presidente Campbell nel ritrovare il nome di Tsujimoto in alcune delle pubblicazioni ufficiali della NHL, Tsujimoto è ancora presente nelle statistiche ufficiali dei draft dei Sabres.
Taro divenne velocemente un inside joke diffuso fra i tifosi e i membri dello staff dei Sabres. Per molti anni anche dopo il draft era divenuta abitudine per i tifosi cantare "We Want Taro" ("noi vogliamo Taro") nelle partite casalinghe giocate al Buffalo Memorial Auditorium. In aggiunta vennero esposti anche striscioni recitanti "Taro Says..." ("Taro dice...") seguito da frasi spiritose rivolte contro i giocatori avversari.
Nell'estate del 2011 la Panini America, azienda specializzata nella produzione di figurine, aggiunse un'immagine di Tsujimoto nella collezione 2010-11 Score Rookies & Traded box set. L'immagine scelta fu quella di un hockeista su ghiaccio asiatico non riconoscibile mentre veste una divisa blu e oro simile a quella adottata dai Buffalo Sabres.